# Charles Francis Hall
Charles Francis Hall (1821 - 8 de novembro de 1871) foi um explorador americano. Nasceu no estado americano de Vermont, mas a família mudou-se ainda na sua infância para Rochester, onde na juventude foi aprendiz de ferreiro. Nos meados de 1840 casou e mudou para o oeste, chegando em Cincinnati em 1849. Passou a fabricar sinetes e a fazer gravuras em metal e mais tarde começou a editar artigos em dois pequenos jornais locais, The Cincinnati Occasional e The Daily Press.

## Primeira expedição ao Ártico

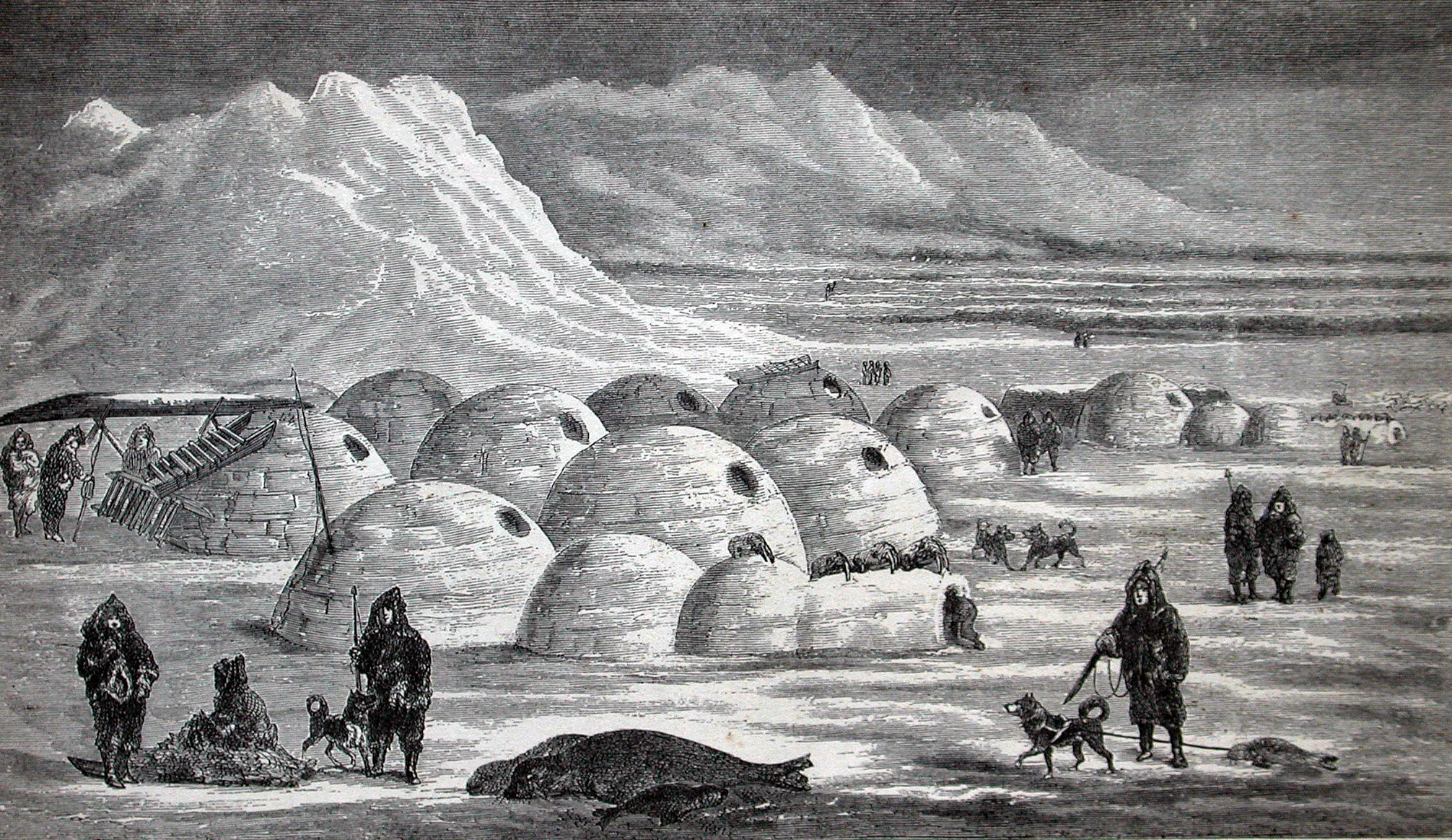
Vilarejo Inuíte próximo a Frobisher Bay, retirada o artigo de Charles, Pesquisas e vida no Ártico entre os esquimós, 1865

Por volta de 1857, Hall adquiriu grande interesse pelo Ártico e passou alguns anos estudando os relatórios de exploradores anteriores e tentando arranjar dinheiro para uma expedição para compreender o destino da expedição perdida de John Franklin.
Em 1860, Hall começou sua primeira expedição (1860–1863), embarcando em New Bedford no baleeiro George Henry comandado pelo Capitão Sidney O. Budington, cujo tio James Budington resgatou o navio de Edward Belcher HMS Resolute. Ele chegou até a Ilha de Baffin, onde o George Henry foi obrigado a aguardar o fim do inverno.  Os inuítes contaram a Charles sobre as relíquias remanescentes do empreendimento de mineração de Martin Frobisher na Baía de Frobisher na Ilha de Baffin. Charles logo viajou para lá para vê-los em primeira mão, aproveitando a assistência inestimável de seu recém-encontrado guia inuíte Ebierbing ("Joe") e Tookoolito ("Hannah").

## Segunda expedição ao Ártico
Durante o ano de 1863 Charles planejou uma segunda expedição em busca de mais detalhes do paradeiro de Franklin, incluindo esforços para localizar supostos sobreviventes ou de seus registros escritos. A primeira tentativa utilizando a escuna Active foi abandonada, provvavelmente devido à falta de recursos financeiros causados pela Guerra da Secessão e a falta de entendimento com o segundo em comando Parker Snow. Finalmente em julho de 1864, uma expedição bem mais reduzida partiu no baleeiro Monticello.
Durante a segunda expedição (1864–1869) à Ilha do Rei Guilherme, ele encontrou restos e artifatos da expedição de Franklin. Charles finalmente percebeu que as histórias dos sobreviventes tinham se tornado pouco confiáveis. Ele também se desiludiu junto com os inuítes com a descoberta que o resto da expedição fora deixado para morrer de fome.

## Expedição Polaris

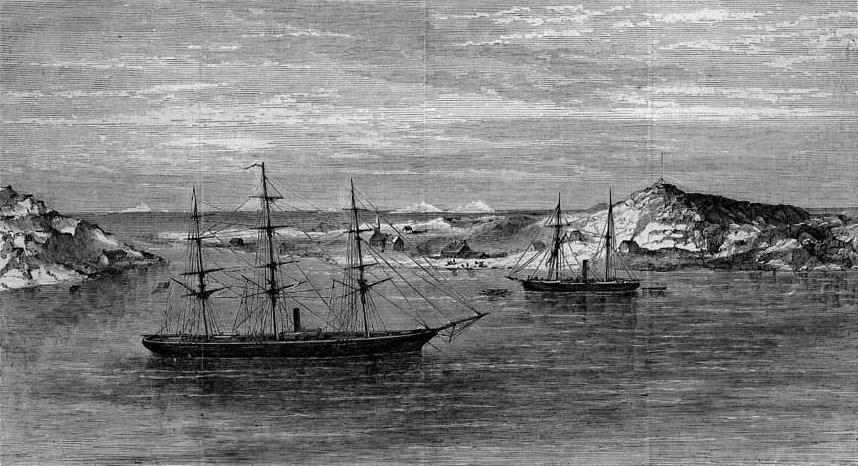
Polaris (direita) e Congress em Godhaven, Disco Island, costa da Groelândia, uma gravura da Harper's Weekly, maio de 1873

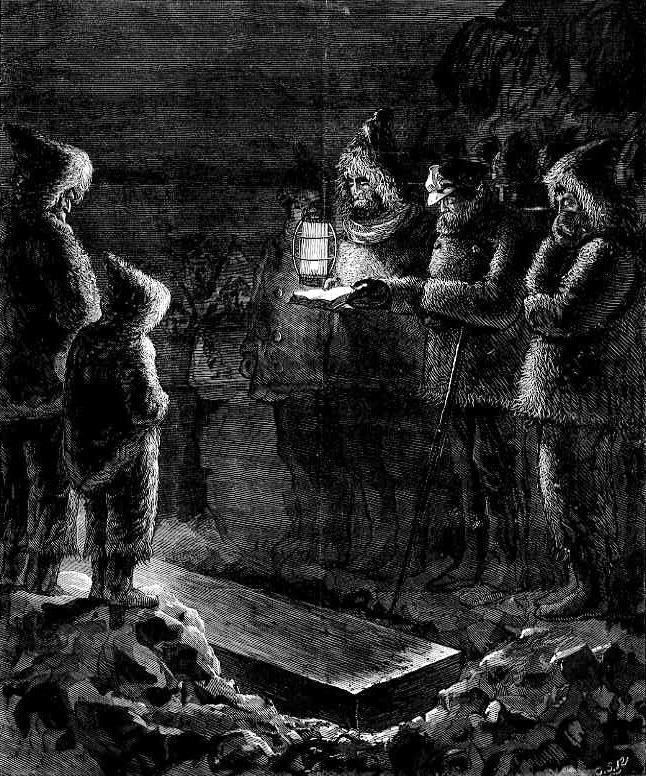
O enterro do Capitão Hall

Diferente de suas outras expedições, a expedição Polaris tinha como objetivo ser o primeiro a atingir o Polo Norte. Patrocinado pelo governo dos Estados Unidos, foi uma das primeiras tentativas sérias de chegar ao polo, depois da do oficial da Marinha Britânica William Edward Parry que, em 1827, chegou à latitude de 82°45′N. A expedição não conseguiu atingir o seu objetivo principal devido a insubordinação, incompetência e liderança deficiente.